# Charinus
Charinus es un género de arañas de la familia Charinidae.

## Especies
- Charinus acaraje Pinto-da-Rocha, Machado and Weygoldt, 2002
- Charinus acosta (Quintero, 1983)
- Charinus africanus Hansen, 1921
- Charinus aguayoi Moyá-Guzmán, 2009
- Charinus alagoanus Miranda, Giupponi, Prendini and Scharff, 2021
- Charinus apiaca Miranda, Giupponi, Prendini and Scharff, 2021
- Charinus asturius Pinto-da-Rocha, Machado and Weygoldt, 2002
- Charinus australianus (L. Koch, 1867)
- Charinus bahoruco Teruel, 2016
- Charinus belizensis Miranda, Giupponi and Wizen, 2016
- Charinus bichuetteae Giupponi and Miranda, 2016
- Charinus bonaldoi Giupponi and Miranda, 2016
- Charinus bordoni (Ravelo, 1977)
- Charinus brasilianus Weygoldt, 1972
- Charinus brescoviti Giupponi and Miranda, 2016
- Charinus bromeliaea Jocqué and Giupponi, 2012
- Charinus bruneti Teruel and Questel, 2011
- Charinus caatingae Vasconcelos and Ferreira, 2016
- Charinus camachoi (González-Sponga, 1998)
- Charinus carajas Giupponi and Miranda, 2016
- Charinus caribensis (Quintero, 1986)
- Charinus carinae Miranda, Giupponi, Prendini and Scharff, 2021
- Charinus carioca Miranda, Giupponi, Prendini and Scharff, 2021
- Charinus carvalhoi Miranda, Giupponi, Prendini and Scharff, 2021
- Charinus cavernicolus Weygoldt, 2006
- Charinus cearensis Miranda, Giupponi, Prendini and Scharff, 2021
- Charinus centralis Armas and Ávila Calvo, 2000
- Charinus cubensis (Quintero, 1983)
- Charinus decu (Quintero, 1983)
- Charinus desirade Teruel and Questel, 2015
- Charinus diamantinus Miranda, Giupponi, Prendini and Scharff, 2021
- Charinus diblemma Simon, 1936
- Charinus dominicanus Armas and Pérez González, 2001
- Charinus elegans Weygoldt, 2006
- Charinus eleonorae Baptista and Giupponi, 2003
- Charinus euclidesi Miranda, Giupponi, Prendini and Scharff, 2021
- Charinus fagei Weygoldt, 1972
- Charinus ferreus Giupponi and Miranda, 2016
- Charinus gertschi Goodnight and Goodnight, 1946
- Charinus goitaca Miranda, Giupponi, Prendini and Scharff, 2021
- Charinus guayaquil Miranda, Giupponi, Prendini and Scharff, 2021
- Charinus guianensis (Caporiacco, 1947)
- Charinus guto Giupponi and Miranda, 2016
- Charinus imperialis Miranda, Giupponi, Prendini and Scharff, 2021
- Charinus insularis Banks, 1902
- Charinus iuiu Vasconcelos and Ferreira, 2016
- Charinus jeanneli Simon, 1936
- Charinus jibaossu Vasconcelos, Giupponi and Ferreira, 2014
- Charinus kakum Harms, 2018
- Charinus koepckei Weygoldt, 1972
- Charinus loko Miranda, Giupponi, Prendini and Scharff, 2021
- Charinus longipes Weygoldt, 2006
- Charinus longitarsus Armas and Palomino-Cárdenas in Armas et al., 2016
- Charinus madagascariensis Fage, 1954
- Charinus magalhaesi Miranda, Giupponi, Prendini and Scharff, 2021
- Charinus magua Seiter, Schramm and Schwaha, 2018
- Charinus martinicensis Teruel and Coulis, 2017
- Charinus milloti Fage, 1939
- Charinus miskito Miranda, Giupponi, Prendini and Scharff, 2021
- Charinus mocoa Miranda, Giupponi, Prendini and Scharff, 2021
- Charinus monasticus Miranda, Giupponi, Prendini and Scharff, 2021
- Charinus montanus Weygoldt, 1972
- Charinus muchmorei Armas and Teruel, 1997
- Charinus mysticus Giupponi and Kury, 2002
- Charinus neocaledonicus Kraepelin, 1895
- Charinus orientalis Giupponi and Miranda, 2016
- Charinus palikur Miranda, Giupponi, Prendini and Scharff, 2021
- Charinus papuanus Weygoldt, 2006
- Charinus pardillalensis (González-Sponga, 1998)
- Charinus pecki Weygoldt, 2006
- Charinus perezassoi Armas, 2010
- Charinus perquerens Miranda, Giupponi, Prendini and Scharff, 2021
- Charinus pescotti Dunn, 1949
- Charinus platnicki (Quintero, 1986)
- Charinus potiguar Vasconcelos, Giupponi and Ferreira, 2013
- Charinus puri Miranda, Giupponi, Prendini and Scharff, 2021
- Charinus quinteroi Weygoldt, 2002
- Charinus reddelli Miranda, Giupponi and Wizen, 2016
- Charinus renneri Miranda, Giupponi, Prendini and Scharff, 2021
- Charinus ricardoi Giupponi and Miranda, 2016
- Charinus rocamadre Torres-Contreras, Álvarez García and Armas, 2015
- Charinus ruschii Miranda, Milleri-Pinto, Gonçalves-Souza, Giupponi and Scharff, 2016
- Charinus santanensis Vasconcelos and Ferreira, 2017
- Charinus schirchii (Mello-Leitão, 1931)
- Charinus sillami Réveillion and Maquart, 2015
- Charinus sooretama Miranda, Giupponi, Prendini and Scharff, 2021
- Charinus souzai Miranda, Giupponi, Prendini and Scharff, 2021
- Charinus spelaeus Vasconcelos and Ferreira, 2017
- Charinus susuwa Miranda, Giupponi, Prendini and Scharff, 2021
- Charinus taboa Vasconcelos, Giupponi and Ferreira, 2016
- Charinus tingomaria Ballón-Estacio and Armas, 2019
- Charinus tomasmicheli Armas, 2006
- Charinus troglobius Baptista and Giupponi, 2002
- Charinus tronchonii (Ravelo, 1975)
- Charinus una Miranda, Giupponi, Prendini and Scharff, 2021
- Charinus vulgaris Miranda and Giupponi, 2011
- Charinus wanlessi (Quintero, 1983)